# Castilleja pulchella
Castilleja pulchella är en snyltrotsväxtart som beskrevs av Rydberg. Castilleja pulchella ingår i släktet målarborstar, och familjen snyltrotsväxter. Inga underarter finns listade i Catalogue of Life.

## Bildgalleri

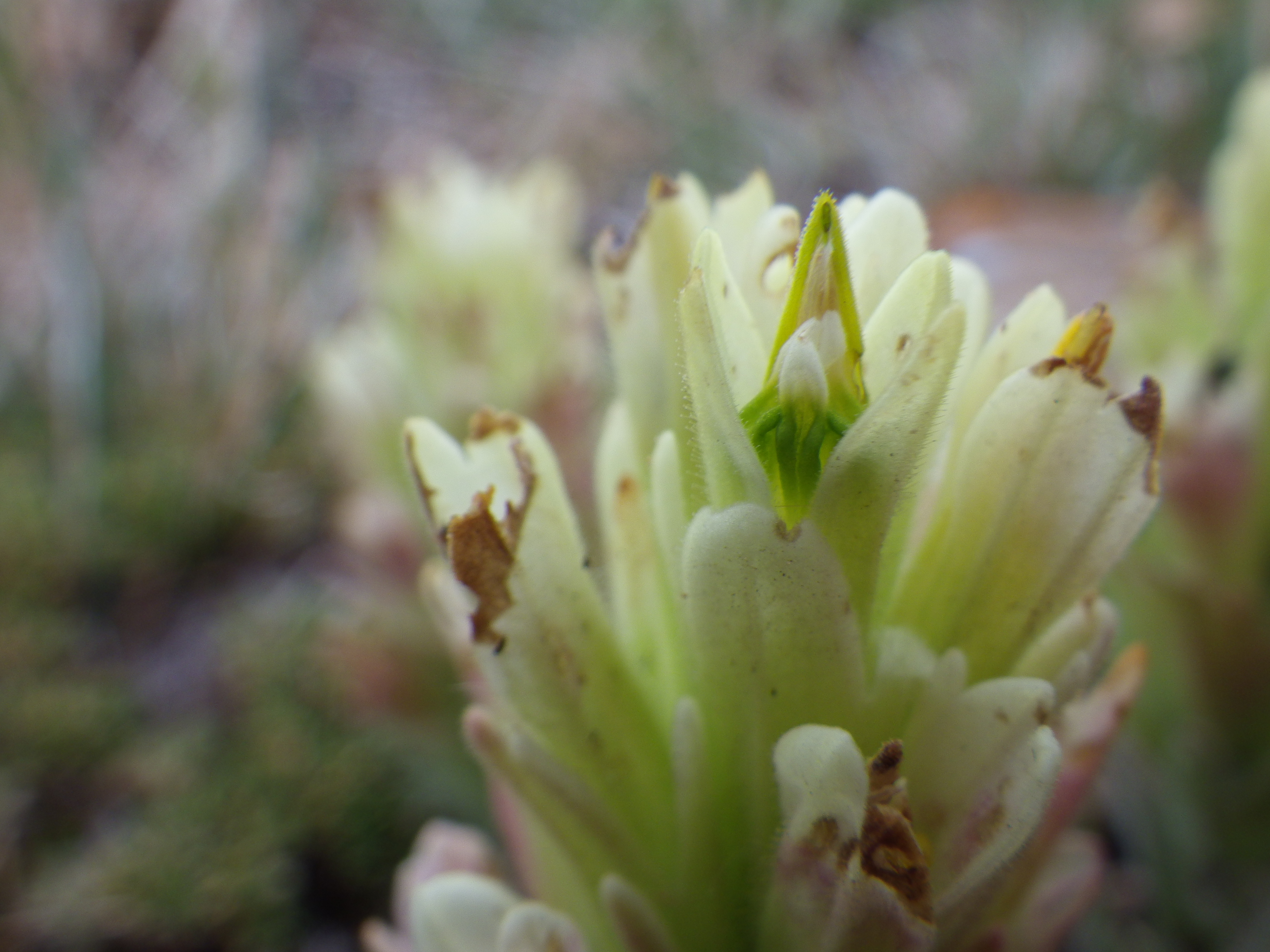
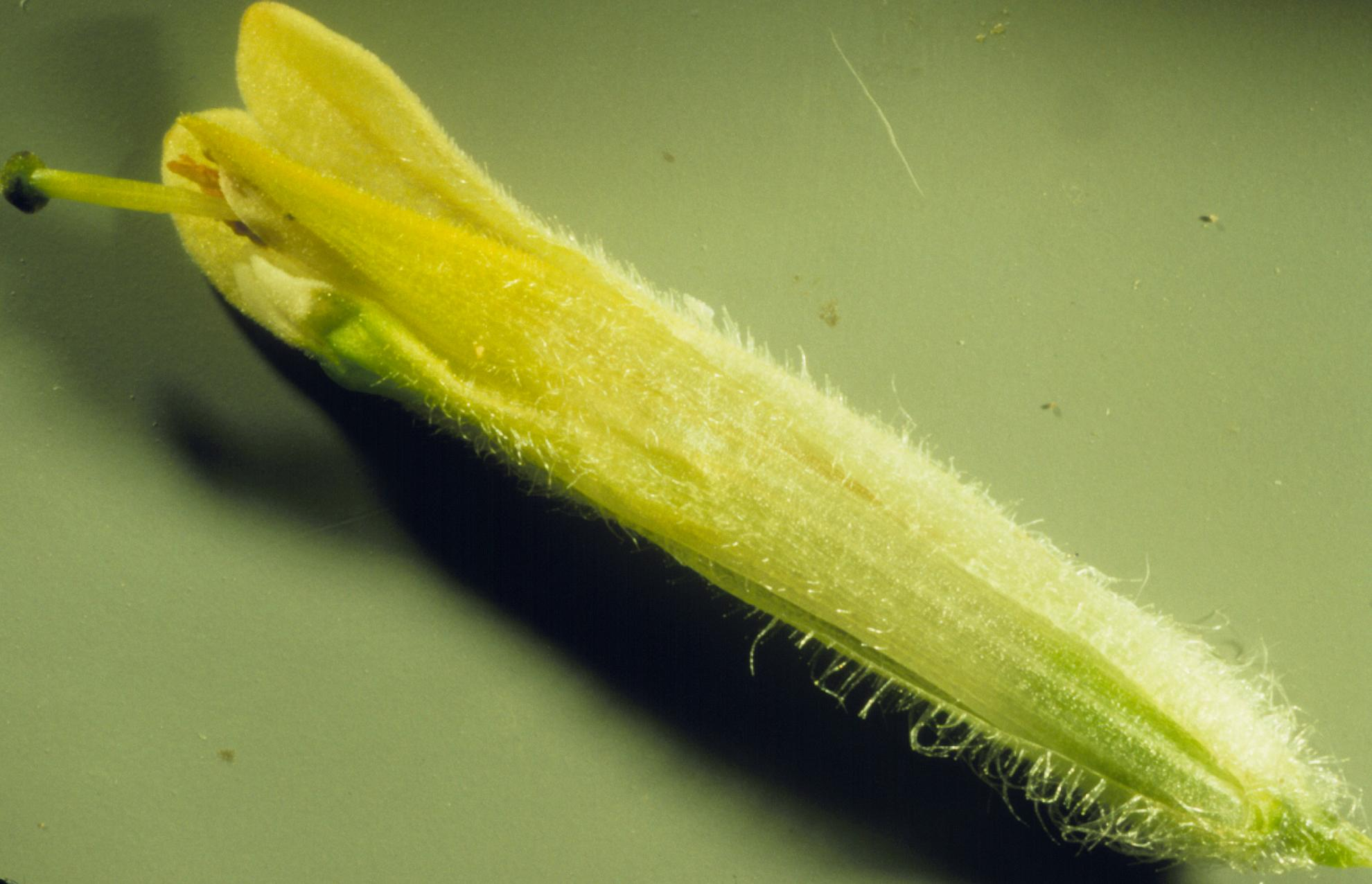
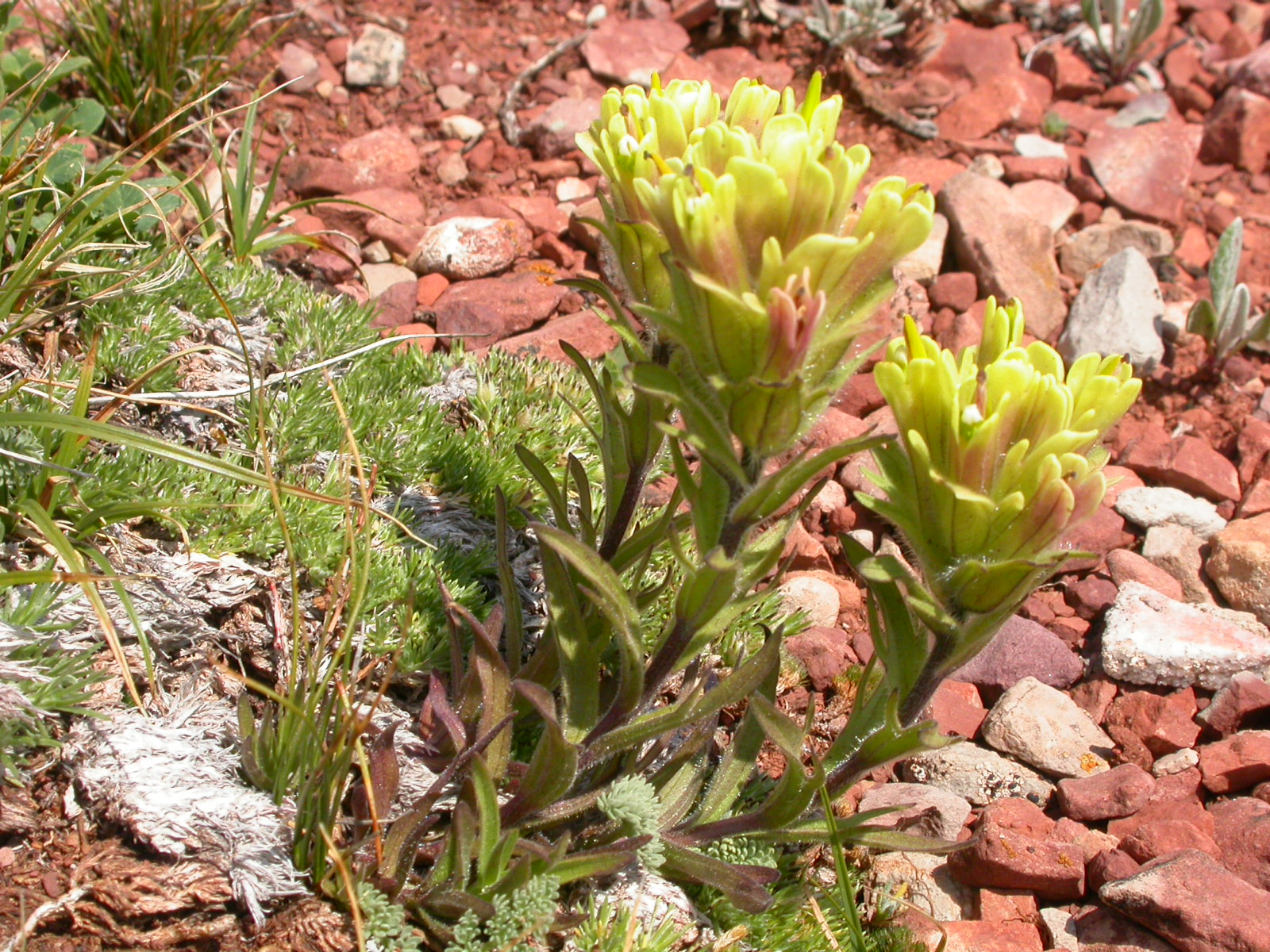
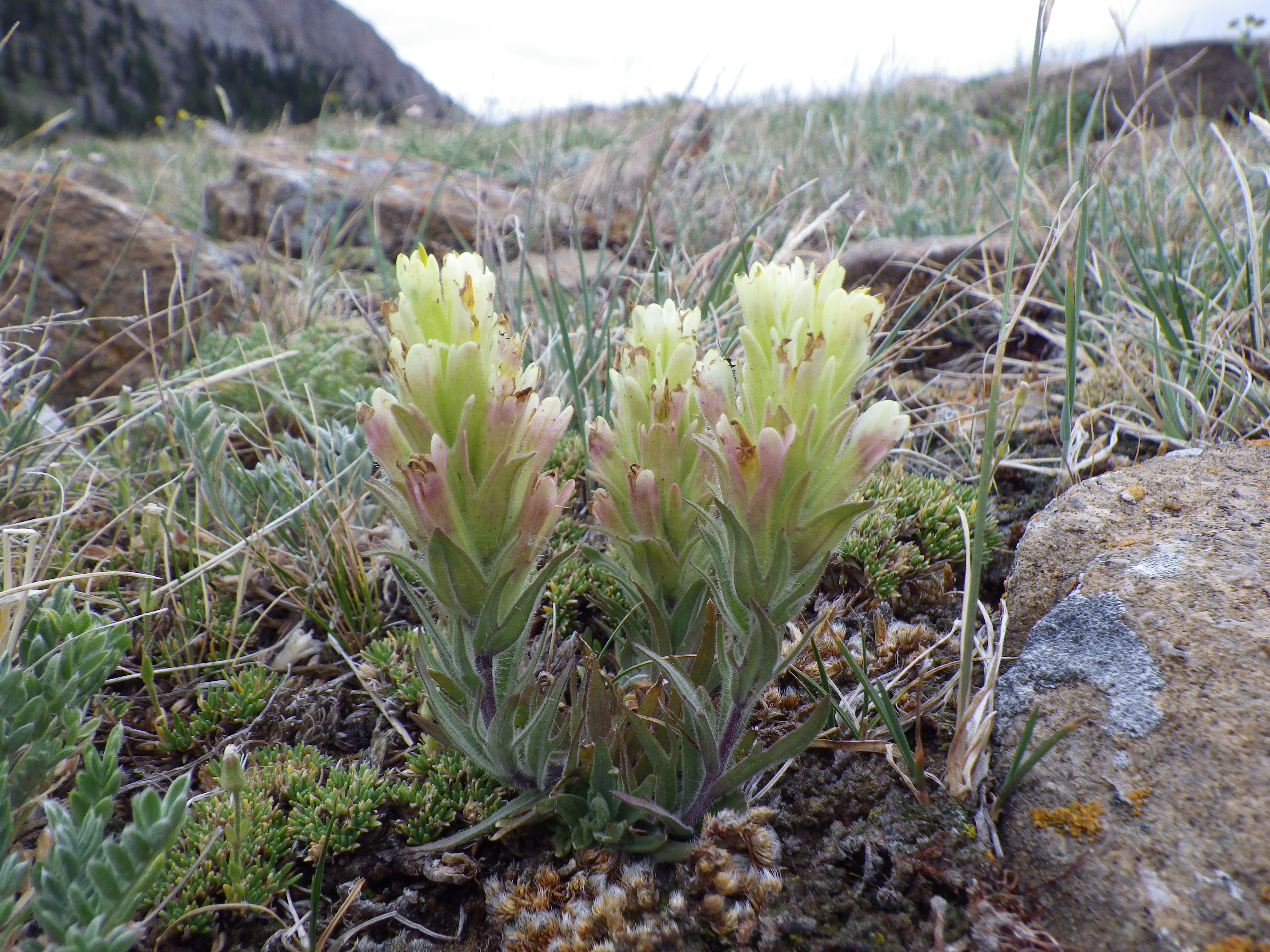